# Litvínovice
Litvínovice (em alemão, Leitnowitz) é uma comuna da República Checa localizada na região da Boêmia do Sul, distrito de České Budějovice., situada a aproximadamente 3 km ao sudoeste de České Budějovice e a 125 km de Praga.
A comuna cobre uma área de 5,86 km² e tem uma população de 1941 habitantes (dado de 2007). Em 11 de fevereiro de 1929, registrou a menor temperatura na República Checa, 
−42.2 °C.